# Měšek I.
Měšek I., někdy také nazýván Mečislav, (asi 935 – 25. května 992) byl nejstarším historicky doloženým polským knížetem z rodu Piastovců. První zpráva o něm pochází z roku 963. Zemřel v roce 992. S jeho vládou bylo spojeno dokončení územního formování polského státu – k pravděpodobně zděděnému Velkopolsku, Mazovsku a oblasti v okolí Sieradze a Łęczyce připojil přinejmenším Slezsko a Západní Pomoří.
| „                   | ...berně jsou stanoveny obchodnickým závažím a jdou na žold jeho mužů. Každý měsíc dostává jeden každý z nich určené množství. Má tři tisíce obrněnců rozdělených na oddíly... A on dává těm mužům oděv, koně, zbroj a vše co potřebují. Když se některému z nich narodí dítě, nařídí, aby mu byl vyplácen žold od chvíle, kdy se narodilo, ať je to dítě mužského či ženského pohlaví. Když tedy dítě dospěje, tedy, je-li to muž, ožení ho a zaplatí za něj obvěnění dívčině otci, je-li to žena, tedy ji provdá a vyplatí obvěnění za ni jejímu otci... | “ |
| — Ibráhím ibn Jákúb | |   |

## První historické zprávy
Datum Měškova narození není známo, lze předpokládat, že se mohl narodit někdy okolo roku 935. Podle tradice byl synem bájného (historicky nedoloženého) knížete Siemomysła. Na knížecí trůn usedl zřejmě počátkem šedesátých let 10. století. Roku 963 se proti jeho státu vypravili, jak informuje saský kronikář Widukind z Corvey, pohanští Rataři v čele s německým velmožem Wichmannem. Útok byl odražen, ale v boji zahynul Měškův bratr, jehož jméno neznáme.

## Christianizace Polska
Roku 965 se Měšek oženil s dcerou českého knížete Boleslava I. Doubravkou. Ke sblížení s Přemyslovci vedly Měška obavy z německé expanze na polské území a neúspěšné boje s polabskými Velety, kteří byli dosud českými spojenci.
Doubravka byla křesťanského vyznání, proto se musel nechat pokřtít také kníže Měšek. Poté se začalo z Čech šířit do Polska křesťanství a země se začlenila do křesťanské Evropy. V roce 968 vzniklo v Poznani misijní biskupství latinského ritu, které podléhalo přímo Římu. V jeho čele stál biskup Jordanem. Christianizace Polska sblížila Měška s císařským dvorem a papežskou kurií.

## Vztah k říši

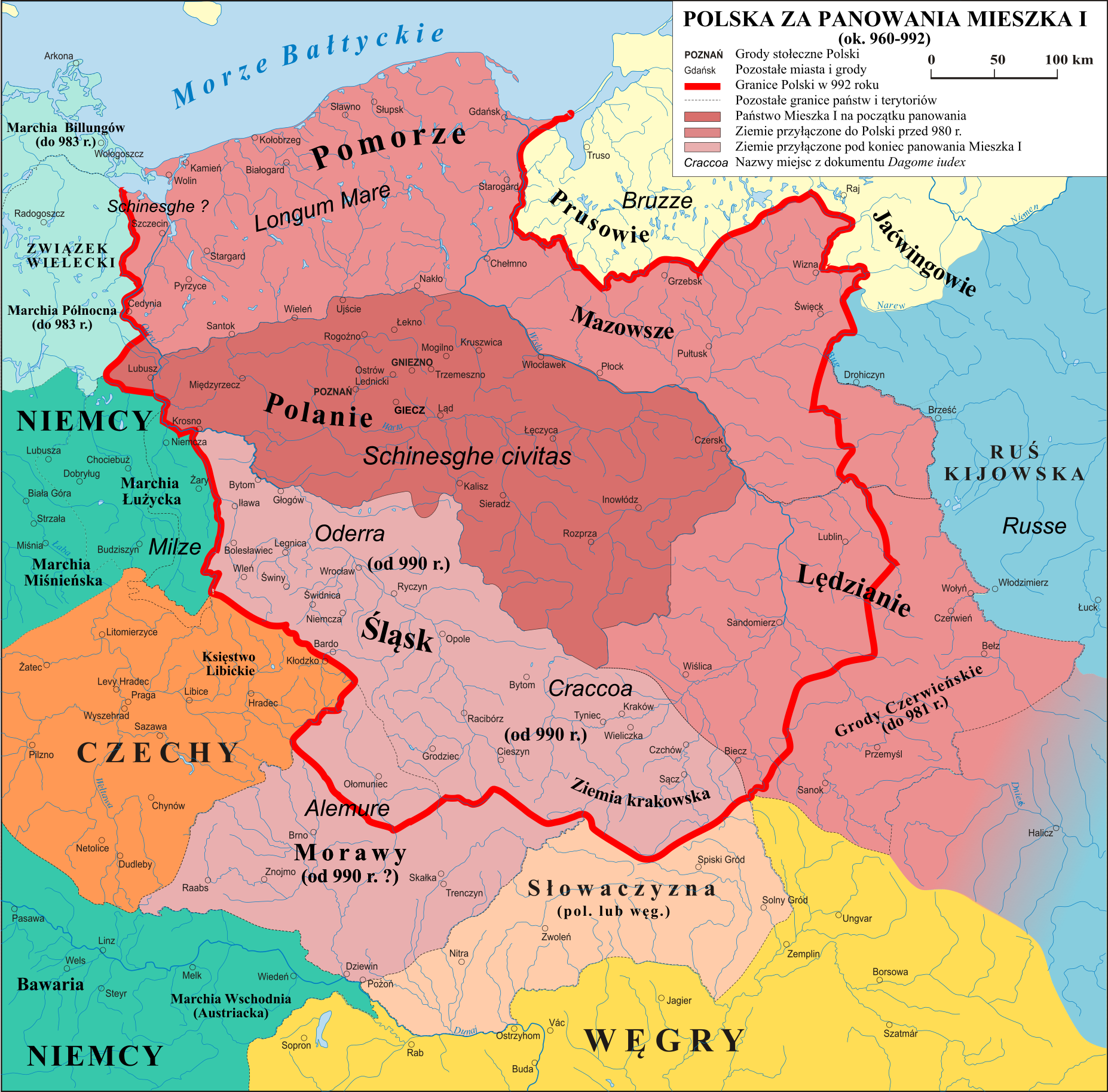
Polsko za vlády Měška I. (960–992)

Formování polského státu vedlo k expanzi, která směřovala na území, o niž měli zájem také v říši (velmožové ze Saska a nově vzniklé lužické a míšeňské marky). Rozpínavosti polského knížectví se postavil na odpor markrabí Hodon, ale jeho vojsko bylo poraženo u Cedyně v roce 972 (v bitvě padl Měškův bratr Ctibor). Poté Měšek ovládl Západní Pomoří. Tím se ovšem narušily jeho přátelské vztahy s Otou I. Když rok nato císař zemřel, Měšek ani jeho švagr český kníže Boleslav II. neuznali nástupnické právo Oty II. a podpořili proti němu bavorského vévodu Jindřicha II. Svárlivého.
Roku 977 podnikl Ota II. první císařskou výpravu do Polska, ta však byla poražena. Roku 980 se ovdovělý Měšek oženil s dcerou markraběte severní saské marky Dětřicha z Haldenslebenu Odou. To se mělo stát zárukou příštích dobrých vztahů s říší. Přesto se po předčasné smrti Oty II. v roce 983 znovu postavil na bavorskou stranu. Později uznal svrchovanost nového císaře Oty III. nad polským státem, neboť se chtěl vyhnout dalšímu ozbrojenému konfliktu. Ota III. upravil poměr říše k Polsku na základě nerovného spolku. Oba státy bojovaly společně proti polabským Slovanům. Polsko však muselo platit říši tribut, který byl zřejmě formálním vyjádřením odměny za císařovu ochranu. Česko-polské přátelství definitivně skončilo.

## Další rozšíření polského státu
S pražským dvorem se Měšek znepřátelil již po roce 977, kdy zemřela jeho první žena. V roce 990 se zmocnil s pomocí z říše Slezska, které bylo dosud součástí českého státu, a možná i Krakovska, což však nejspíše učinil až jeho syn Boleslav Chrabrý.
Ke konci své vlády daroval Měšek I. polský stát formálně sv. Petrovi. Z darovacího spisu známe pouze regest (stručný výtah), který začíná slovy Dagome Iudex, což je zkomolený přepis titulace Ego Mesco dux – Já, kníže Měšek.[zdroj?] Z regestu známe přesný rozsah Měškova státu. Hlavním cílem tohoto opatření bylo zainteresovat papeže na zřízení samostatné církevní organizace v Polsku.
Kníže Měšek zemřel 25. května 992 a byl pohřben v poznaňské katedrále, kterou založil.

## Následnictví
Měšek zanechal po své smrti tři syny, Boleslava Chrabrého, syna Doubravky, a dva syny z manželství s Odou. Přestože se snažil v nástupnických právech preferovat mladší potomky, zmocnil se vlády téměř okamžitě Boleslav jako jediný kníže a bratry i s jejich matkou vyhnal ze země.